# 1782 au théâtre
| Années du théâtre : 1779 - 1780 - 1781 - 1782 - 1783 - 1784 - 1785    |
| Décennies du théâtre : 1750 - 1760 - 1770 - 1780 - 1790 - 1800 - 1810 |

## Événements
- 4 novembre : ouverture à Londres par Charles Dibdin du Royal Circus and Equestrian Philharmonic Academy, ou Surrey Theatre[1].

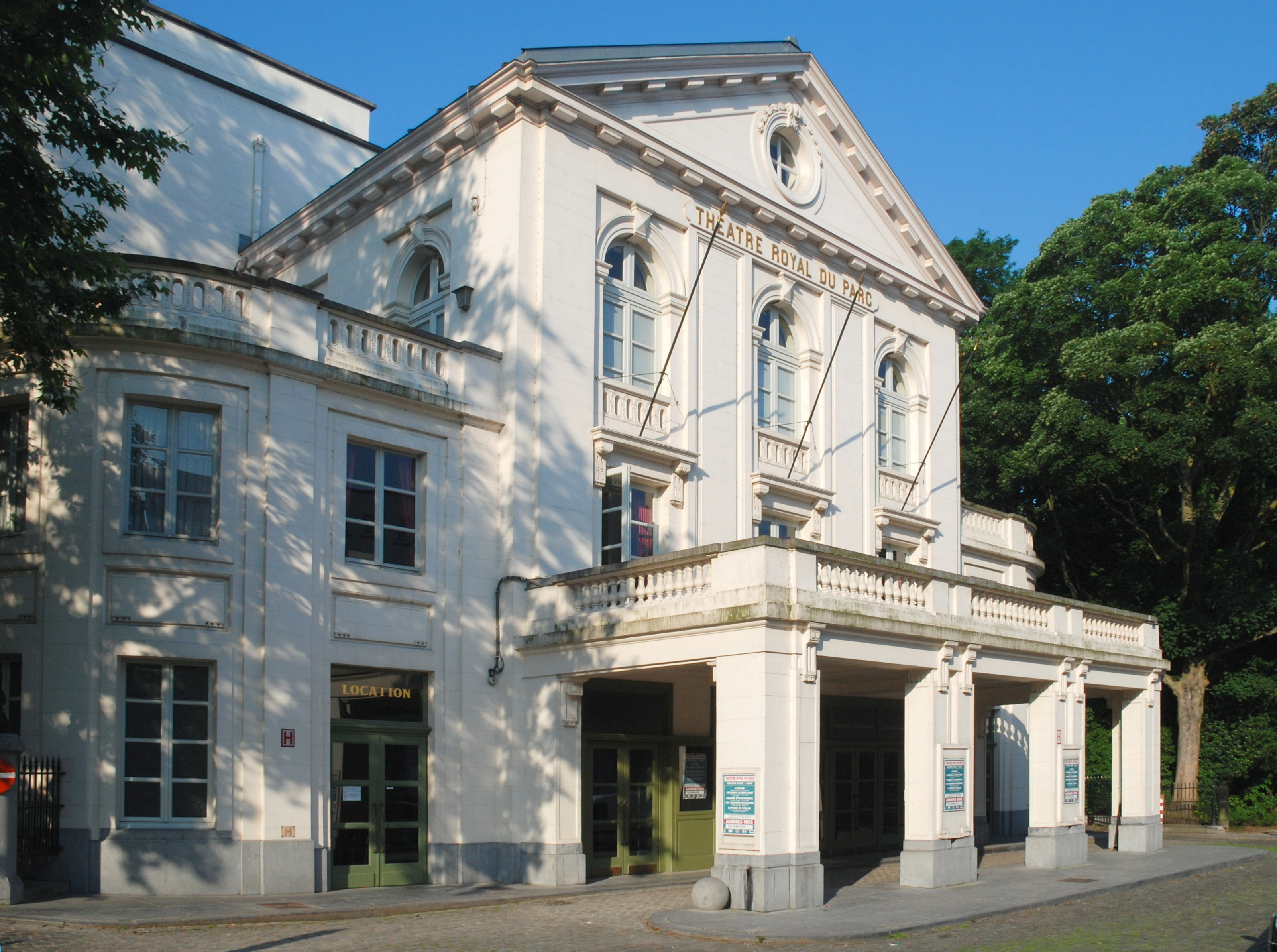
Le théâtre royal du Parc à Bruxelles

- Construction à Bruxelles du Théâtre royal du Parc par les frères Alexandre et Herman Bultos, d'après les plans de l'architecte Louis Montoyer ; servant d'abord d'annexe au théâtre de la Monnaie que les frères Bultos dirigent, il est dévolu aux spectacles présentés par de jeunes comédiens.

## Pièces de théâtre publiées
- Saül, tragédie de Vittorio Alfieri.

## Pièces de théâtre représentées
- 13 janvier : Les Brigands première pièce de Friedrich von Schiller au théâtre national de Mannheim, remporte un grand succès.
- Nedorosl, (Le Mineur ou Le Dadais), comédie de Denis Fonvizine, à Saint-Pétersbourg.
- Le Bon Ménage (en), comédie de Florian, Paris, Théâtre italien.

## Naissances
- Date précise inconnue ou non renseignée :
  - Henri Simon, auteur dramatique français, mort le 25 novembre 1857.

## Décès
- 18 février : Juliana Cornelia de Lannoy, poétesse et dramaturge néerlandaise, née le 20 décembre 1738.
- 29 décembre : Françoise Hus, actrice et dramaturge française, née le 2 octobre 1710.